# Лохматый папа
«Лохма́тый па́па» (англ. The Shaggy Dog) — американская семейная кинокомедия 2006 года режиссёра Брайана Роббинса, является ремейком фильмов «Лохматый пёс» 1959 года, и «Лохматый прокурор» 1976 года. Был трижды номинирован на премию «Золотая малина».

## Сюжет
Дэйв Дуглас (Тим Аллен), заместитель окружного прокурора, приступает к делу, связанному с лабораторией, в которой проводят эксперименты на животных. По ходу действия он подвергается воздействию неизвестного препарата, вызывающего мутацию генов. После этого Дэйв временами стал превращаться в собаку.

## Создатели

### Съёмочная группа
- Режиссёр — Брайан Роббинс

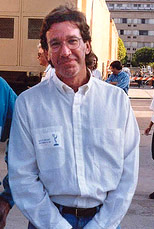
Тим Аллен, продюсер и исполнитель главной роли

- Авторы сценария — Кормак Уибберли, Мэриэнн Уибберли, Джофф Родкей, Джек Эмиел, Майкл Беглер, Билл Уолш, Дон Тейт
- Композитор — Алан Менкен
- Оператор — Габриэль Беристаин
- Монтаж — Нед Бастиль

### В ролях
| Актёр             | Роль                |
| ----------------- | ------------------- |
| Тим Аллен         | Дейв Дуглас         |
| Кристин Дэвис     | Ребекка Дуглас      |
| Роберт Дауни-мл.  | Доктор Козак        |
| Зена Грэй         | Карли Дуглас        |
| Спенсер Бреслин   | Джош Дуглас         |
| Дэнни Гловер      | Кен Холлистер       |
| Бесс Вол          | Доктор Гвен         |
| Ян Деверо         | Женщина в ресторане |
| Лаура Кайтлингер  | Учитель             |
| Крэйг Килборн     | Сосед               |
| Дж. М. Коулмон    | Трейси              |
| Кевин Куни        | Доктор              |
| Джошуа Леонард    | Джастин Форрестер   |
| Шон Пайфром       | Трей                |
| Джэррэд Пол       | Ларри               |
| Мик Роджерс       | Водитель автобуса   |
| Рэй Сихорн        | Лори                |
| Жанин Эдвардс     | Секретарь           |
| Марк Роберт Эллис | Тренер              |